# ضوران الجديدة (ذمار)
ضوران الجديدة هي مدينة ومركز مديرية ضوران انس بمحافظة ذمار اليمنية، بلغ تعداد سكانها 5695 نسمة حسب الإحصاء الذي أجري عام 2004.